# Olli Haapalainen
Olli Haapalainen (* 27. November 1969) ist ein ehemaliger finnischer Automobilrennfahrer.

## Karriere

### Formelsport
Olli Haapalainen begann Ende der 1980er Jahre mit dem Motorsport. 1988 ging er in der Formel Ford Finnland 1988 und der Formel Ford Schweden Junior an den Start. In der finnischen Meisterschaft erreichte er den dritten Rang in der Gesamtwertung. Danach fuhr er eine Saison in der Formel Opel Lotus Schweden.
Von 1990 bis 1995 trat er außer 1994 in der Subaru Sport Finnland an und erzielte bereits in der ersten Saison mit dem Meistertitel sein bestes Ergebnis in der Serie. 1994 startete er in der Formel Ford 1600 Nordische Meisterschaft.

### Tourenwagensport
Haapalainen trat ab 1990 parallel zum Formelsport in Tourenwagenwettbewerben an. 1990 fuhr er mit einem Ford Sierra RS Cosworth in der Gruppe N des Finnischen Tourenwagen-Cup. Beim Kemora 500-Rennen startete er mit einem Ford Sierra RS Cosworth 1990 und 1991 und belegte jeweils den vierten Gesamtplatz.
1994 ging er in der SAAB 900 Turbo Trophy Finnland an den Start. Danach wechselte er zum VW Golf GTI 16V und trat mit jeweils aktuellen Fahrzeugmodellen von 1997 bis 2003 bei der finnischen Sport 2000 Tour an. Dort gewann er 1999 bis 2002 in Folge die Meisterschaft. In den Jahren 1997, 1998 und 2003 wurde er jeweils Vizemeister.
In der Deutschen Tourenwagen-Challenge (DTC) fuhr er mit einem VW Golf GTI 16V bei den Euro Final 1999 auf den vierten Platz und 2002 wurde er 14. in der Meisterschaft. In der nachfolgenden DMSB-Produktionswagen-Meisterschaft startete er 2004 mit einem Audi A4 in der 1. Division.
In der Finnischen Tourenwagen-Meisterschaft Super 2000 Tour fuhr er 2004, 2005 und 2007. In seiner ersten Saison gewann er auf einem Audi A4 die Meisterschaft. Parallel ging er 2004 in der Schwedischen Tourenwagen-Meisterschaft und 2006 in der Russischen Tourenwagen-Meisterschaft an den Start.

### GT-Motorsport
Haapalainen fuhr 2004 und 2005 im Porsche Carrera Cup Skandinavien. 2007 startete er mit einer Dodge Viper GT3 in der GT2-Wertung der FIA NEZ GT-Meisterschaft und belegte den 5. Rang im Klassement. Im selben Jahr trat er mit Indrik Sebb in der ADAC GT Masters 2007 zu einem Gaststart beim Rennwochenende auf dem Hockenheimring an und wurde Dritter in beiden Rennläufen. Seine letzten Rennen bestritt er 2009 mit der Dodge Viper GT3 in der Finnischen GT3-Meisterschaft.